# Gerontology Research Group
Pour les articles homonymes, voir GRG.
Le Gerontology Research Group (GRG) est un organisme de chercheurs en gérontologie créé en 1990 et basé à Los Angeles aux États-Unis.
L'organisme maintient une liste des personnes supercentenaires dans le monde collectant un ensemble de preuves de ces cas d'extrême longévité et fait autorité en la matière. La liste est utilisée notamment par le Livre Guinness des records.